# Attaque de Yuen Long
 (novembre 2021).

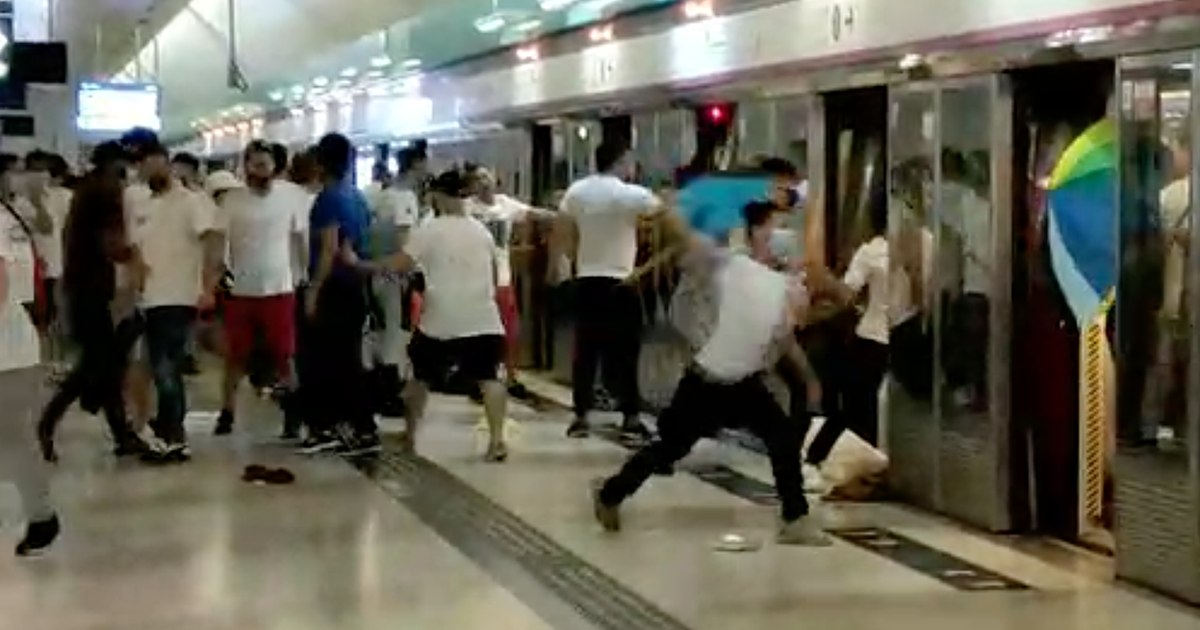
Des hommes habillés de t-shirt blancs et de pantalons noirs attaquent des gens dans la station de métro Yuen Long à Hong Kong, alors que d'autres tiennent éloignées des personnes (photo prise le 21 juillet 2019).

L’attaque de Yuen Long, aussi appelé l’incident 721, a été exécutée par un groupe criminel à Yuen Long, une ville dans les Nouveaux Territoires de Hong Kong, le soir du 21 juillet 2019.
Elle survient dans le contexte des manifestations de 2019-2020 à Hong Kong,,.
Un groupe d'hommes habillés de t-shirt blancs et pantalons noirs, soupçonnés d'appartenir à une triade, ont agressé sans discriminer des civils sur la rue à l'aide de barres de fer et de cannes en rotin, avant d'attaquer d'autres personnes à la station de métro de Yuen Long à proximité,,
y compris des personnes âgées, des enfants,
des manifestants revenant d'une manifestation à Sheung Wan sur l'île de Hong Kong
et des journalistes.
Malgré 24 000 appels au numéro d'appel d'urgence 999,
des policiers sont seulement arrivés 39 minutes après le début de l'attaque et une minute après que le dernier agresseur a quitté la station de métro,.
Des policiers ont attendu sans rien faire à un poste de police à proximité des lieux de l'attaque 
et aucune arrestation n'a eu lieu cette soir-là. Au moins 45 personnes ont été blessées pendant l'attaque.
L'inaction des forces policières, ainsi qu'une accumulation de preuves de corruption et de mauvaise conduite de la police de Hong Kong, ont mené des citoyens à accuser la police de collusion avec le crime organisé, car elle ne protégerait plus le public.